# Anderson Mina
Anderson Joffre Mina Mina (Esmeraldas, Ecuador; 15 de julio de 1995) es un futbolista ecuatoriano. Juega de delantero y su equipo actual es el Guayaquil Sport Club de la Serie B de Ecuador.

## Clubes
| Club            | País    | Año             |
| --------------- | ------- | --------------- |
| Barcelona       | Ecuador | 2013 - 2015     |
| 9 de Octubre    | Ecuador | 2015-2019       |
| Delfín SC       | Ecuador | 2016            |
| Guayaquil Sport | Ecuador | 2019 - presente |